# Le ali della sfinge
Le ali della sfinge è un romanzo di Andrea Camilleri, pubblicato nel 2006 dalla casa editrice Sellerio.

## Trama
(Andrea Camilleri op. cit. pag.9)
È un periodo tinto (brutto) quello che sta attraversando Montalbano soprattutto per i rapporti, sempre telefonicamente tempestosi, con la pluriennale fidanzata Livia, verso cui ha d'altra parte da farsi perdonare il tradimento inconfessato con la bella gemella nel precedente romanzo. 
Anche il suo lavoro contribuisce a renderlo "nirbuso": al suo commissariato manca persino la benzina per le auto di servizio, il questore lo convoca sempre più spesso per contrastare le sue indagini. Il commissario è arrivato al punto di litigare con sé stesso: è come diviso in due («...appena uno dei du' diciva una cosa, l'altro sostiniva l'opposto») e il tema del contrasto è sempre lo stesso: la vecchiaia che avanza e che uno dei due Montalbano vorrebbe negare.
Benvenuta dunque la solita telefonata di Catarella che arriva inevitabilmente quando il commissario è sotto la doccia. Questa volta il criptico telefonista gli annuncia che è stata ritrovata una morta in una discarica come se, per chi l'ha uccisa, la giovane donna non fosse altro che un rifiuto di cui sbarazzarsi. 
Il medico legale Pasquano, noto per il suo carattere fituso, che «ogni ammazzatina pare che la piglia come un fatto personale. Come se avissiro fatto 'n'offisa, uno sgarbo a lui.», esclude che la vittima sia stata uccisa sul posto ed anzi l'omicidio deve essere avvenuto il giorno prima che il corpo fosse gettato nella discarica. 
Ma perché correre rischi a tenere nascosto il cadavere per un intero giorno? e poi avrà un significato quel tatuaggio sulla spalla della giovane? Il commissario ha infatti notato che la vittima ha tatuata la figura di una farfalla notturna: la sfinge. 
Montalbano scoprirà che la ragazza, emigrata in Italia dalla Russia con altre giovani come lei, era ospitata ed assistita da un'organizzazione benefica cattolica "La buona volontà", che dalle indagini sembra che abbia qualcosa da nascondere. 
Ciò che convince Montalbano che le cose stiano come lui sospetta, è il fatto che anche le altre ragazze assistite dall'associazione benefica hanno lo stesso tatuaggio che evidentemente è una specie di marchio che le accomuna, ma quello che poi lo fa certo di essere sulla strada giusta sono proprio gli interventi del vescovo, irritato per gli immotivati, secondo lui, sospetti sull'associazione benefica e quindi del questore che suggerisce estrema "prudenza".
Ancora una volta Montalbano dovrà prendere atto che spesso i lupi si travestono da agnelli e che lui come Don Chisciotte deve combatterli da solo ma «Don Chisciotte credeva che i mulini a vento erano mostri, mentre questi sono veramente mostri e si fingono mulini a vento.»

## Edizioni
- Andrea Camilleri, Le ali della sfinge, Quarta ed., collana La memoria, Sellerio, 2006,  pp. 265, cap. 18, ISBN 88-389-2161-X.